# Otto Wartmann-Kägi

Otto Wartmann-Kägi

Otto Wartmann-Kägi (* 3. Juni 1841 in Bauma als Otto Wartmann; † 4. November 1882 in Maidest, Iran) war ein Schweizer Kaufmann im Orient. Er ist nicht zu verwechseln mit dem Landwirt und Käser Otto Wartmann, der das Rezept des Tilsiters (Käsesorte) in die Schweiz einführte.

## Leben
Otto Wartmann-Kägi ist das dritte überlebende Kind des letzten Schulmeisters von Bauma, Hans Rudolf Wartmann (1804–1869), und dessen Frau Anna Barbara Zollinger (1811–1866). Unter den Lehrern Sprecher und Kägi besuchte er während seiner Jugendzeit in Bauma die Primar- und bei seinem späteren Schwager die Sekundarschule. Nach seiner Konfirmation im Sommer 1856 begann er eine kaufmännische Lehre. Nach deren Abschluss war er als Reisender tätig; stets einen Hund als Begleiter bei sich fuhr er der Kundschaft nach.
Mitte des 19. Jahrhunderts eröffneten verschiedene Zürcher Handelshäuser Niederlassungen im Nahen Orient und begannen ihren Tauschhandel mit Fabrikaten der Textilindustrie gegen Rohbaumwolle und andere Erzeugnisse des Orients. So hatte auch Julius Weber, ein Schweizer Kaufmann und Altersgenosse von Otto Wartmann-Kägi, 1860 ein eigenes Geschäftshaus in Bagdad eröffnet. Durch Vermittlung erhielt Wartmann-Kägi das Angebot, in Webers Unternehmen einzutreten. Seine Ausreise aus der Schweiz begann 1861, ohne auch nur die mindesten Kenntnisse der orientalischen Sprachen zu besitzen. Von Marseille über Malta und Beirut kam er am 16. Mai desselben Jahres in İskenderun an. Von dort reiste er mit einer Karawane über Aleppo, Urfa und Diabekir nach Mosul. Der letzte Streckenabschnitt erfolgte auf dem Tigris per Floß nach Bagdad, wo er am 23. Juni 1861, also nach 53 Tagen, ankam, vier Tage vor der Eröffnung des Telegrafen Konstantinopel-Bagdad. Zusammen mit Alexander Schläfli, der als Militärarzt in Bagdad tätig war und durch seine Reiseberichte bekannt wurde, besuchte er die Ruinen von Nimrud. Seine Ankunft schilderte er folgendermaßen:

„Wir waren die ersten Schweizer, ohne zwei Engländer sogar die ersten Europäer, die diese Ruinen besuchten. Voller Zuversicht sah er Julius Weber nun die Zukunft ins Auge. Meine Hoffnungen sind bis jetzt nicht getäuscht worden, und gebe der Himmel, daß ich noch lange mit Hrn. Weber, der mir ein Bruder geworden, leben kann, denn unsere Charaktere stimmen zusammen. Ich hoffe und glaube, ich werde hier recht glücklich werden, wenn ich einmal ans Leben gewöhnt und in der Sprache ein wenig bewandert bin. Die Geschäfte sind hier gut, wenn's zieht. In vier Jahren werde ich, so Gott mir Gesundheit schenkt, ein durchtriebener Kaufmann sein, denn hier erst sieht man, was Handel ist. Ich werde mein möglichstes tun, so bald wie möglich der Sprache mächtig zu werden, damit ich alsodann im Geschäft tüchtig mitwirken kann.“

Eine Zeitlang erwog Wartmann-Kägi, seine Arbeitsstelle zu kündigen. Mit seinen eigenen Kapitalien konnte er sich nicht an dem Unternehmen beteiligen und musste zusehen, wie seine Kollegen, die finanzkräftiger waren, die angenehmere und gefahrlosere Arbeit erhielten und den größeren Gewinn erzielen konnten. Mit einem seiner älteren Jugendgenossen hatte er einen Plan aufgestellt, in Ägypten eine größere Baumwollplantage zu bauen. Ausgeführt wurde er nie. Die Schweizerische Exportgesellschaft erneuerte schließlich im September 1865 den Kontrakt mit Otto Wartmann-Kägi. Er blieb weitere zweieinhalb Jahre im Unternehmen tätig und kehrte im Februar 1868 in die Schweiz zurück. Später stellte ihm Theodor Guyer-Hanhart, ein Freund von Rudolf Kägi, dem Vater von Otto Wartmanns späteren Ehefrau Elisabeth Kägi, die Kapitalien zur Verfügung, sodass sich Otto nach seinen Wünschen angemessen beteiligen konnte. Während seines Heimataufenthalts fand er in seiner entfernten Cousine Elisabeth Kägi seine zukünftige Lebensgefährtin. Sie heirateten im Jahre 1870.
Im Herbst 1868 reiste Otto Wartmann-Kägi mit neuen Plänen wieder in sein Tätigkeitsfeld im Orient. Auch diese zweite Reise führte über Marseille, mit dem Schiff „Tanais“ nach Smyrna und İskenderun, und von dort auf demselben Karawanenweg zur irakischen Hauptstadt. Jetzt war er nicht mehr der unerfahrene Jüngling, der sich mit einigen französischen oder italienischen Worten mühsam verständigen musste – jetzt war er der landeskundige Kaufmann, der mit den Sitten und der Sprache seiner Umgebung vertraut war. Seine Rückkehr schilderte er folgendermaßen:

„Wenn man in Stiefeln steckt, eine solide Peitsche in der Hand hält und frische Pferde vor sich sieht, so scheinen 84 Stunden eine Kleinigkeit, und mit Lust schwingt man sich in den Sattel. Man ist ganz Eifer und kann kaum warten, bis man das Stadttor hinter sich hat, um einen Galopp anzuschlagen. Nichts als der Hufschlag der Pferde störte die traurige Stille der zur Ruhe sich begebenden Ebene. Die Sonne verschwand hinter uns, allmählich stiegen die Gestirne auf und zeigten sich schüchtern (…) mit wildem Glanz strahlten die Gesellschafter des einsamen Reisenden, seine Pfade in ein düsteres Halbdunkel hüllend. Wer je lange Nächte ununterbrochen seinen Weg allein verfolgte, muß anerkennen, wie wohltuend es ist, seine Zeit mit der Bewunderung dieses nächtlichen Treibens am hehren Firmament zu verkürzen. Herzlich war der Willkomm in Bagdad seitens unserer Landsleute und Freunde, und während zwei Tagen wurde ich vom Morgen bis Abend bestürmt.“

Aus Gesundheitsrücksichten und wegen seiner Frau reiste der Leiter des Unternehmens Julius Weber nicht mehr nach Bagdad und vertraute die Weiterführung seinem Angestellten Otto Wartmann-Kägi an. Ab dem 1. Oktober 1868 agierte das Unternehmen unter dem Namen Wartmann, Roggen & Cie. Das nachfolgende Jahr brachte ihm die finanzielle Selbstständigkeit. Als erster in Bagdad versuchte Otto Wartmann-Kägi mit neuzeitlichen Mitteln, Bewässerungsanlagen mit modernen Pumpen anstelle der altertümlichen Schöpfräder den Ertrag von Baumwollpflanzungen zu steigern. Er gewann großen Einfluss in der orientalischen Politik, als er 1868 zum Konsul des Italienischen Königreiches ernannt wurde:

„In der Politik Ratgeber des französischen Konsuls, der keinen Tag ohne mich bleiben kann – bei der [türkischen] Regierung als Ratgeber gegen alles, was englisch heißt (…) deshalb hassen und achten sie [die Engländer] mich. Der frühere König von Delhi lebt hier in Pension (…) ist innerlich ihr Feind. Mit mir ist er deshalb auf gutem Fuße und hat eben mich samt allen Hausgenossen zum Essen eingeladen (…) Mit unserem Gouverneur, General Fakedin Pascha, bin ich so gut, daß er einem Türken, der sich gegen mich beklagte, weil ich ihm eine Ohrfeige gegeben, so lange herumgezogen hat, bis es ihm verleidet und nun endlich mit mir Frieden machen will. Dagegen ist der Divisionsgeneral böse mit mir, weil man ihm die Aufsicht über die fünf türkischen Dampfschiffe entziehen will, um sie mir anzuvertrauen.“

Anfang 1870 kehrte Otto Wartmann-Kägi in die Schweiz zurück, und am 19. April fand in Bauma die Trauung mit Elisabeth Kägi statt. Es folgte eine Hochzeitsreise nach Bagdad. Der Weg führte wahrscheinlich über Triest durch den neuerbauten Suezkanal über Buschir und Basra den Tigris hinauf zur Stadt. Das Handelsgeschäft unter Otto Wartmann-Kägi jedoch lief schlecht. Die Gelder, die das Unternehmen in die Baumwollpflanzung investierte, waren zu klein, um einen angemessenen Gewinn zu erzielen. Neben der starken Konkurrenz des älteren und kapitalkräftigeren Winterthurer Unternehmens Blum & Cie. konnte es nicht bestehen. Wartmann-Kägi sah sich 1875 veranlasst, seine Frau und die beiden in Bagdad geborenen Kinder in die Schweiz zurückzusenden. Bald nach deren Rückkehr kam das dritte Kind zur Welt.
Otto Wartmann-Kägi versuchte ab 1875 neue und bessere Handelsbeziehungen zu vereinbaren. Verhandlungen mit einer neu gegründeten niederländisch-persischen Handelsgesellschaft in Buschir erzielten keine Erfolge. Wartmann-Kägi fand in Rudolf Hürner, einem Berner, einen neuen tüchtigen Händler, der Roggen ablösen sollte. Das Unternehmen agierte seitdem als Wartmann, Hürner & Cie. Die pekuniären Verhältnisse verbesserten sich, sodass Wartmann-Kägi seine Familie wieder zu sich holen konnte. Im strengen Winter 1879/80 erfolgte die Ausreise über Wien-Budapest-Konstantinopel nach Alexandria, und von dort per Schiff durch den Suezkanal über Buschir und Basra. Die Tätigkeit der Wartmann, Hürner & Cie. wurde allmählich nach dem „Neulande“ Iran ausgelegt, mit dem das Unternehmen regen Handel trieb. Die Familie Wartmann-Kägi vergrößerte sich 1882 noch um ein weiteres, viertes Kind.
Der aktive Handel mit dem Iran nahm größeren Umfang an, der Bestand an Geldern und Krediten nahm jedoch ab. Um größere Guthaben, die er für eine Lieferung von Pferden bei einem Kurfürsten hatte, einzulösen, unternahm Wartmann-Kägi im Oktober 1882 eine weitere Geschäftsreise, die von Bagdad zu Schiff nach Kant-el-Amara und von dort zu Pferd über Bederé in die Residenz des Kurdenfürsten Khuli Khan führen sollte. Am 4. November erlitt er plötzlich bei Maidest, neunzehn Kilometer von Kirmandschab, den Tod. Die Depesche nach Bagdad meldete, dass er vom Pferd gestürzt wäre. Ein späterer Bericht, den der englische Vertreter zu Kirmandschab verfasste, erklärte aber, dass er auf Veranlassung eines Schuldners von einer Kurdenbande angegriffen und ermordet worden wäre. Otto Wartmann-Kägi wurde nach Bagdad zurückgebracht und dort auf dem englischen Friedhof beigesetzt. Die Handelsniederlassung musste geschlossen werden.
Otto Wartmann-Kägi hatte vier Kinder: Katharina (1871–1934), Rudolf Wartmann-Füchslin (1873–1930), Ingenieur und Bauunternehmer, Karl Otto (1875–1949) und Dorothea (1882–1952).